# Aura Records
Aura Records también llamado Aura Records Ltd. y también simplemente llamada Aura fue un sello discográfico independiente inglés fundado por Aaron Sixx en 1978 y que destacó por realizar lanzamientos a intérpretes influyentes como Steve Marriott, Alex Chilton, Nico y Annette Peacock, además de otros artistas no muy conocidos.
Aaron Sixx era un fotógrafo y productor que había entablados buenas relaciones con diversos artistas de rock durante la década de 1970. Había ocupado puestos importantes para United Artists Records y Arista Records. 
Aura Records cerró en 1992.